# 南峰锦蛇
南峰锦蛇（学名：Elaphe hodgsonii ）分布于南亚地区的拉达克、克什米尔到锡金、印度以及中国大陆的西藏等地，其标本采集自住宅附近杂草丛生的向阳斜坡。该物种的模式产地在拉达克和尼泊尔。

## 保护
本种于2023年被收录入《有重要生态、科学、社会价值的陆生野生动物名录》。